# Giải bóng đá vô địch quốc gia Quần đảo Solomon
Giải bóng đá vô địch quốc gia Quần đảo Solomon hay Solomon Islands S-League, hoặc gọi tắt là S-League hay Telekom S-League vì lý do tài trợ, là giải bóng đá bán chuyên nghiệp và hạng đấu cao nhất của Liên đoàn bóng đá Quần đảo Solomon. Giải có tên là Solomon Islands National Club Championship giai đoạn từ 2003 đến 2010, sau đó được đổi thành tên chính thức như hiện nay.

## Thể thức thi đấu
Trong mùa giải, tất cả các đội thi đấu vòng tròn, đội đứng đầu là đội vô địch và giành quyền tham dự Giải bóng đá vô địch các câu lạc bộ châu Đại Dương. Đội đứng cuối bảng sẽ xuống chơi ở Giải hạng nhì, trong khi đội đứng nhất hạng nhì sẽ lên chơi ở giải này.

## Lịch sử

### National Club Championship (2003–10)
Solomon Islands S-League thành lập năm 2003, với việc Koloale giành chức vô địch đầu tiên. Mùa giải cuối cùng là 2009–10, mùa giải tiếp theo được đổi tên là Telekom S-League.

### The Knockout Championship (2011–12)
Tất cả các đội đều thi đấu một giải đấu loại trực tiếp sau các mùa giải 2010–11 và 2011–12, gọi là Knockout Championship. Đội thắng cuộc cả hai giải sẽ thi đấu một trận play-off hai lượt để giành suất tham dự Giải bóng đá vô địch các câu lạc bộ châu Đại Dương. Trong trận play-off mùa giải 2011–12, Solomon Warriors vô địch cả hai giải đấu nên tự động được tham gia. Giải đấu 8 đội này bị hủy bỏ ở mùa giải 2013–14 vì số đội tăng lên từ 8 thành 9.

### Telekom S-League (2010–nay)
Năm 2011, giải đổi tên thành Telekom S-League. Marist, Koloale, Kossa, Solomon Warriors, Makuru, Hana, Western United và Fasi Roos thi đấu ở mùa giải đầu tiên của giải đấu mới. Đội vô địch S-League đầu tiên là Koloale.

## Đội bóng
- Guadalcanal (Honiara)
- Hana (Xuống hạng) (Honiara)
- Koloale (Honiara)
- Kossa (Honiara)
- Malaita Kingz (Malaita)
- Marist Fire (Honiara)
- Real Kakamora (Makira-Ulawa)
- Solomon Warriors (Honiara)
- Western United (Western)
- West Honiara (Honiara)

Danh sách đội bóng tính đến mùa giải 2015–16.

## Các đội vô địch trước đây
| Mùa giải | Vô địch        |
| -------- | -------------- |
| 2003     | Koloale        |
| 2004     | Central Realas |
| 2005–06  | Marist Fire    |
| 2006–07  | Kossa          |
| 2007–08  | Koloale        |
| 2008–09  | Marist Fire    |
| 2009–10  | Koloale        |

| Mùa giải | Vô địch          |
| -------- | ---------------- |
| 2010–11  | Koloale          |
| 2011–12  | Solomon Warriors |
| 2013–14  | Solomon Warriors |
| 2014–15  | Western United   |
| 2015–16  | Solomon Warriors |

| Mùa giải | Vô địch          |
| -------- | ---------------- |
| 2011     | Solomon Warriors |
| 2012     | Solomon Warriors |

| Mùa giải | Vô địch          | Á quân           |
| -------- | ---------------- | ---------------- |
| 2011     | Koloale          | Solomon Warriors |
| 2012     | Solomon Warriors |                  |

| 2015–16 | Solomon Warriors |

## Thành tích

### Thành tích theo câu lạc bộ
| Câu lạc bộ       | Số lần vô địch | Mùa giải vô địch                |
| ---------------- | -------------- | ------------------------------- |
| Koloale          | 4              | 2003, 2007–08, 2009–10, 2010–11 |
| Western United   | 2              | 2014–15, 2015–16                |
| Solomon Warriors | 2              | 2011–12, 2013–14                |
| Marist Fire      | 2              | 2005–06, 2008–09                |
| Central Realas   | 1              | 2004                            |
| Kossa            | 1              | 2006–07                         |